# Файнс, Маргарет, 11-я баронесса Дакр
Маргарет Файнс, 11-я баронесса Дакр (англ. Margaret Fiennes, 11th Baroness Dacre; 1541 — 16 марта 1612) — английская дворянка, 11-я баронесса Дакр (с 1594 года).

## Биография
Маргарет Файнс была единственной дочерью и младшим ребёнком в семье Томаса Файнса, 9-го барона Дакра и его супруги Мэри Невилл, дочери Джорджа Невилла, 3-го барона Абергавенни. В год её рождения Томас Файнс был повешен за убийство на охоте, а титул и владения семьи были конфискованы в пользу короны.
В 1558 году королева Елизавета I восстановила титул барон Дакр для её старшего брата Грегори. Грегори носил титул барона Дакр до своей смерти в 1594 году. Маргарет наследовала титул брата после его смерти, но фактически наследство было подтверждено в декабре 1604 года указом Якова I.
Скончалась 16 марта 1612 года в возрасте 60 или 61 года. После её смерти титул и владения семьи унаследовал её второй сын Генри.

## Семья
10 ноября 1564 года Маргарет Файнс вышла замуж за дворянина Сэмпсона Леннарда. У супругов в браке родились 11 детей (5 сыновей и 6 дочерей).